# Le Renseignement
Le Renseignement (en russe : Spravka) est une nouvelle d'Anton Tchekhov, parue en 1883.

## Historique
Le Renseignement est initialement publiée dans la revue russe Les Éclats, no 36, en 1883, sous le pseudonyme d’Antocha Tchékhonté. Nouvelle aussi traduite en français sous le titre Une information. 
La nouvelle décrit sur un ton humoristique la corruption des fonctionnaires. 

## Résumé
Voldyriov rentre dans un bâtiment officiel et demande à l’huissier où s’adresser pour obtenir la copie d’un jugement. On lui indique un fonctionnaire à qui il expose sa requête : une fois, pas de réaction, deux fois, idem ; l’homme essaie d’attraper une mouche et se conduit comme si Voldyriov n’existait pas.
Un billet d’un rouble n’y change rien. Voldyriov retourne voir l’huissier qui lui indique que le tarif est de trois roubles. Voldyriov pose les trois roubles sur la table et, en quelques minutes, il a une chaise, le renseignement qu'il voulait, une copie de l'acte, on s’enquiert même de sa récolte et on le raccompagne au bas de l’escalier.

## Édition française
- Le Renseignement, traduit par Madeleine Durand et André Radiguet, in Œuvres I, Paris, Éditions Gallimard, coll. « Bibliothèque de la Pléiade » no 197, 1968  (ISBN 978-2-07-0105-49-6).